# تپه کبابا
تپه کبابا مربوط به سده‌های میانه دوران‌های تاریخی پس از اسلام است و در شهرستان جاجرم، بخش مرکزی، ۱۳ کیلومتری جنوب غرب شهر گرمه جاجرم واقع شده و این اثر در تاریخ ۷ اسفند ۱۳۸۶ با شمارهٔ ثبت ۲۱۲۹۳ به‌عنوان یکی از آثار ملی ایران به ثبت رسیده است.